# Tonga i olympiska sommarspelen 2020
Tonga deltog med en trupp på sex idrottare vid de olympiska sommarspelen 2020 i Tokyo som hölls mellan den 23 juli och 8 augusti 2021 efter att ha blivit framflyttad ett år på grund av coronaviruspandemin. Det var 10:e raka sommar-OS som Tonga deltog vid. Ingen av landets deltagare erövrade någon medalj.

## Friidrott
Förkortningar
- Notera– Placeringar avser endast det specifika heatet.
- Q = Tog sig vidare till nästa omgång
- q = Tog sig vidare till nästa omgång som den snabbaste förloraren eller, i teknikgrenarna, genom placering utan att nå kvalgränsen
- i.u. = Omgången fanns inte i grenen
- Bye = Idrottaren behövde inte tävla i omgången

Gång- och löpgrenar
| Idrottare       | Gren            | Inledande omgång | Inledande omgång | Heat             | Heat             | Semifinal        | Semifinal        | Final            | Final            |
| Idrottare       | Gren            | Resultat         | Placering        | Resultat         | Placering        | Resultat         | Placering        | Resultat         | Placering        |
| --------------- | --------------- | ---------------- | ---------------- | ---------------- | ---------------- | ---------------- | ---------------- | ---------------- | ---------------- |
| Ronald Fotofili | Herrarnas 100 m | 11,19 0SB0       | 8                | Gick inte vidare | Gick inte vidare | Gick inte vidare | Gick inte vidare | Gick inte vidare | Gick inte vidare |

## Simning
| Simmare     | Gren                     | Heat  | Heat      | Semifinal        | Semifinal        | Final            | Final            |
| Simmare     | Gren                     | Tid   | Placering | Tid              | Placering        | Tid              | Placering        |
| ----------- | ------------------------ | ----- | --------- | ---------------- | ---------------- | ---------------- | ---------------- |
| Amini Fonua | Herrarnas 100 m bröstsim | DSQ   | DSQ       | Gick inte vidare | Gick inte vidare | Gick inte vidare | Gick inte vidare |
| Noelani Day | Damernas 50 m frisim     | 29,06 | 63        | Gick inte vidare | Gick inte vidare | Gick inte vidare | Gick inte vidare |

## Taekwondo
| Idrottare       | Gren                         | Åttondelsfinal       | Kvartsfinal          | Semifinal            | Återkval               | Final / BM           | Final / BM |
| Idrottare       | Gren                         | Motståndare Resultat | Motståndare Resultat | Motståndare Resultat | Motståndare Resultat   | Motståndare Resultat | Placering  |
| --------------- | ---------------------------- | -------------------- | -------------------- | -------------------- | ---------------------- | -------------------- | ---------- |
| Pita Taufatofua | Herrarnas tungvikt (+80 kg)  | Larin (ROC) L 3–24   | Gick inte vidare     | Gick inte vidare     | Trajkovič (SLO) L 1–22 | Gick inte vidare     | 7          |
| Malia Paseka    | Damernas mellanvikt (−67 kg) | Williams (GBR) L RSC | Gick inte vidare     | Gick inte vidare     | Malak (EGY) L 0–19     | Gick inte vidare     | 7          |

## Tyngdlyftning
| Idrottare       | Gren            | Ryck     | Ryck      | Stöt     | Stöt      | Totalt | Placering |
| Idrottare       | Gren            | Resultat | Placering | Resultat | Placering | Totalt | Placering |
| --------------- | --------------- | -------- | --------- | -------- | --------- | ------ | --------- |
| Kuinini Manumua | Damernas +87 kg | 103      | 8         | 125      | 9         | 228    | 8         |